# Нива (Євпаторійський район)
Ни́ва (до 1948 року — Теґеш № 1, Малий Теґеш, Кучю́к-Теґе́ш; крим. Küçük Tegeş) — село Євпаторійського району Автономної Республіки Крим.
Відстань від райцентру до населеного пункта становить 16 кілометрів по прямій.
За даними сільради на 2009 рік, село займало площу 18,6 гектарів на якій у 144 дворах значилося 411 мешканців.

## Історія
Вперше згадується у документах у 1893 році.
Згідно зі Списком населених пунктів Кримської АРСР з Всесоюзного перепису 17 грудня 1926 року, в селі числилося 20 дворів, усі селянські, населення становило 104 особи, з них 86 українців, 16 росіян, 1 естонець, 1 записаний у графі «інші».
18 травня 1948 року указом Президії Верховної Ради РРФСР Тегеш № 1 перейменували на Ниву.